# Mestna hiša, Tampere
Mestna hiša v Tampereju (finsko Tampereen Raatihuone; švedsko Tammerfors rådhus) je neorenesančna stavba v Tampereju na Finskem, ki stoji na robu osrednjega trga v Tampereju. Sedanja mestna hiša je bila zgrajena leta 1890 in jo je zasnoval Georg Schreck. Stavba palače ima veliko dvoran in mesto Tampere tam prireja številne dogodke. Med veliko stavko leta 1905 so z balkona mestne hiše v Tampereju prebrali tako imenovani Rdeči manifest.
Prva mestna hiša na istem mestu je bila enonadstropna lesena stavba, ki je bila dokončana leta 1802. Na istem zemljišču so v 1830-ih zgradili tržnico, ki jo je leta 1878 uničil požar. Za novo stavbo je bil leta 1885 organiziran natečaj, na katerem je zmagal Schreck. Gradbena dela so se začela leta 1887, stavba pa je bila slovesno odprta 8. januarja 1890. V stavbi so bili nekoč mestni svet Tampereja, gospodarska zbornica, magistrat in prizivno sodišče. Svet se je iz stavbe izselil v 1920-ih. Mestna hiša je bila kot reprezentativni prostor mesta prvič prenovljena v 1960-ih in od takrat večkrat obnovljena. Objekt je bil zaščiten z lokacijskim načrtom leta 1995.
V povezavi z mestno hišo so bila zgrajena tudi dodatna krila vzdolž Kauppakatu in Hämeenkatu. Trinadstropna traktna stavba na Kauppakatu je bila sprva uporabljena kot mestni hotel, kasneje pa je stavbo uporabljala policijska uprava. V dvonadstropnem traktu, ki gleda na Hämeenkatu, pa sta bila med drugim mestni zapor in soba za opremo Tampere VPK. Ta poslopja so bila leta 1964 porušena in na njihovem mestu je bila zgrajena sedanja poslovna stavba Kauppa-Häme. V 1970-ih so leseni piloti in brunarice temeljev mestne hiše začeli gniti, zaradi česar se je mestna hiša pogrezala. Iz tega razloga so temelje utrdili z betonskimi piloti. Mestna hiša je bila nazadnje prenovljena in restavrirana v letih 2003–2004.

## Galerija
- Mestna hiša na začetku 20. stoletja
- Stavba v večerni svetlobi
- Pogled iz plesne dvorane
- KZlata soba